# هيلي نيس
هيلي نيس (بالفرنسية: Hellé Nice)‏ (من مواليد مارييت هيلين ديلانجل، 15 ديسمبر 1900 - توفي في 1 أكتوبر 1984) عارضة أزياء فرنسية، راقصة، وسائقة سباقات تنافست في العديد من سباقات جراند بريكس الصغيرة وغيرها من السباقات بين عامي 1928 و 1939.